# Lil Debbie
Jordan Mary Capozzi (Albany, 2 de fevereiro de 1990) mais conhecida pelo seu nome artístico Lil Debbie, é uma rapper, modelo e estilista americana. Ela foi lançada no extinto grupo The White Girl Mob, com as rappers Kreayshawn e V-Nasty. Em 2012, Debbie começou sua carreira solo, lançando uma série de singles que se tornaram virais no YouTube.

## Vida Pessoal
Lil Debbie nasceu e foi criado em Albany, e é descendente de italianos. Após terminar o liceu, ela passou a estudar design de moda na FIDM. Mais tarde, ela desistiu devido a "ter muita lição de casa". Quando ela tinha 15 anos, Debbie encontrou Kreayshawn e V-Nasty, ela era apenas uma adolescente e passou a maior parte de seu tempo com as duas, e as considerou como suas 'irmãs'. As três mais tarde passaram em criar o grupo The White menina Mob.

## Carreira Musical
Em 2011, Lil Debbie apareceu no vídeo do single de estreia de Kreayshawn "Gucci Gucci". Em setembro de 2011, foi relatado que Debbie tinha sido expulso do grupo The White menina Mob, devido a ser desleal com os outros membros do grupo, Debbie afirmou má comunicação e mal-entendidos no grupo foram as principais razões para a sua partida. Debbie indicou mais tarde que ela não tinha muito a entrada no grupo e ela estava apenas seguindo as decisões dos outros. Debbie também afirmou que ela não tem nenhuma relação com os membros do grupo desde 2014.
Em 2012, Debbie colaborou com o rapper Riff Raff em varias canções juntos, sendo elas "Squirt", "Brain Freeze", "Michelle Obama" e "Suckas Askin' Questions". Os vídeos de Debbie "Squirt", "2 Cups", e "Gotta Ball" tornou-se sucessos virais, cada um ganhando mais de 2 milhões de visualizações no YouTube, e o sucesso das canções ajudou a catapultar sua carreira. Alguns dos singles lançados, incluindo "Squirt", "Brain Freeze", e "2 Cups", foram feitos para sua primeira mixtape, Keep It Lit, lançado em julho de 2012. Em fevereiro de 2013, o single, "I do It", com K00LJOHN foi finalmente liberado.
Em 22 de outubro de 2013, Debbie lançou seu primeiro EP, intitulado "Queen D", que inclui três canções originais e dois remixes. Um segundo EP, intitulado "California Sweetheart", foi programado para lançamento no verão de 2013, mas foi adiado e, finalmente, lançado em 25 de março de 2014. Em 5 de agosto do mesmo ano, Debbie lançou seu terceiro EP, uma continuação de "California Sweetheart", intitulada "California Sweetheart Pt. 2". Isto foi seguido pela segunda mixtape da rapper, nomeado Young B!tch, lançado em 24 de novembro de 2014.
Em 10 de junho de 2015, seu single "Lofty" foi lançado no iTunes. E no mesmo ano, Debbie estreou sua linha de produtos de panificação intitulado "Cakes" na  Blazer's Cup. Em 16 de Junho de 2016, Lil Debbie anunciou através de suas redes sociais seu primeiro álbum de estúdio intitulado "DEBBIE", e o colocou como pré-venda no iTunes, tendo como único acesso disponível a faixa "Damn". Em 17 de Julho, o álbum foi oficialmente lançado em formato digital e em CD. Em 25 de Julho, Debbie lançou o primeiro videoclipe do álbum, da faixa "Tell Me" com parceria de Njomza.

## Discografia

### EP's
- 2013: Queen D
- 2014: California Sweetheart
- 2020: Bad Bitches Never Die"

### Álbuns de estúdio
- 2014: California Sweetheart Pt. 2
- 2014: Young B!tch
- 2015: Homegrown
- 2016: Debbie
- 2017: OG In My System
- 2018: In My Own Lane
- 2019: Bay Chronicles